# Бавено
Бавено (італ. Baveno, п'єм. Baven) — це комуна в Італії, у регіоні П'ємонт, провінція Вербано-Кузіо-Оссола.
Бавено розташоване на відстані близько 550 км на північний захід від Рима, 115 км на північний схід від Турина, 5 км на південний захід від Вербанії.
Це невеличке містечко відоме не лише як туристичний центр, а й місце видобутку рожевого граніту, з якого були виготовлені колони міланського Дуомо та галереї Вітторіо Еммануеле ІІ.
Населення — 4994 особи (2014).

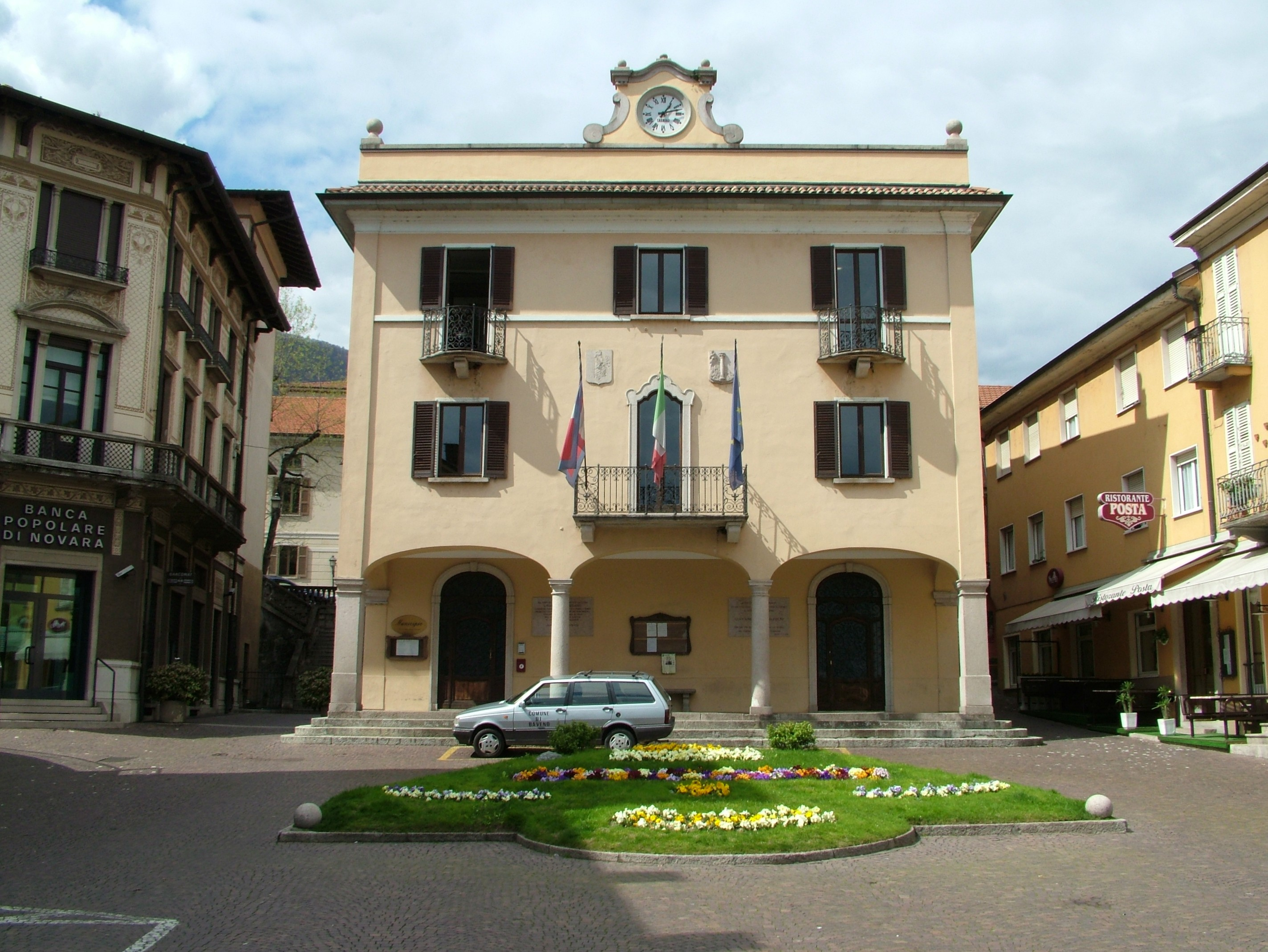

Щорічний фестиваль відбувається 19 червня. Покровитель — святі Гервасій і Протасій.

## Демографія
Населення за роками:

Станом на 1 січня 2023 року в муніципалітеті офіційно проживало 385 іноземців з 50 країн, серед них 104 громадяни країн Євросоюзу та 45 громадян України.

## Сусідні муніципалітети
- Гравеллона-Точе
- Стреза
- Вербанія